# Courgeron
Pour les articles homonymes, voir Acorn.

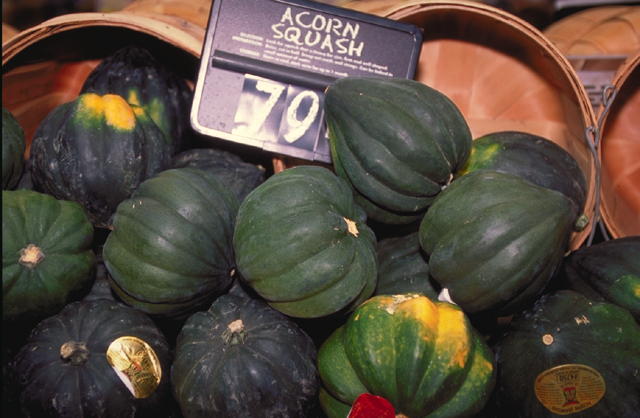
Courgerons.

Le courgeron, ou courge poivrée, est un légume de la famille des cucurbitacées. Il est appelé acorn squash en anglais, en raison de la forme de gland (acorn) de certaines variétés.
C'est un type de courge à la peau généralement vert foncé (mais il existe des variétés à peau orange ou blanche), généralement quasi sphérique mais sillonnée de profondes nervures.
Ce légume est un cultivar de la variété C. pepo var. turbinata.
La courge poivrée mesure le plus souvent une douzaine de centimètres de haut et de 15 à 20 centimètres de diamètre.
Elle est cultivée depuis très longtemps en Amérique du nord et en Amérique centrale.